# Elisa Miniati
Elisa Miniati (Roma, 6 gennaio 1974) è una dirigente sportiva, allenatrice di calcio ed ex calciatrice italiana, di ruolo centrocampista, dall'estate 2017 a settembre 2022 Team Manager della prima squadra femminile della Juventus.

## Carriera

### Allenatrice
Dopo il ritiro dal calcio giocato entra nello staff tecnico del Luserna: prima come allenatrice nella stagione 2011-2012, in Serie C, poi come preparatrice atletica dal 2014 al 2017. Nella stagione 2015-2016, la prima in Serie A per il San Bernardo Luserna, oltre al ruolo di preparatrice ricopre anche quello di allenatrice in seconda. A metà della stagione 2016-2017 le viene affidata la guida della squadra, subentrando il 24 gennaio 2017 all'allenatrice Tatiana Zorri: esordisce in panchina il 28 gennaio successivo, alla 12ª giornata di Serie A, battendo in casa 4-2 il Tavagnacco.
Conclusa l'esperienza con il Luserna, dalla stagione 2017-2018 è team manager della neonata squadra femminile della Juventus. L'8 settembre 2022 la Juventus annuncia tramite Twitter che assumerà un nuovo ruolo, mentre Raffaella Masciadri prenderà il suo posto.

### Giocatrice calcio a 5
Contemporaneamente al lavoro di allenatrice e dirigente sportiva, a quasi 42 anni raggiunti, Miniati decide di iniziare una nuova avventura agonistica partecipando dal 2016 al 2020 a tornei amatoriali di calcio a 5 femminile, organizzati dalla Società Sportiva Dilettantistica Top Five di Torino che si occupa della gestione di campionati nazionali e internazionali di calcio a 5 e calcio a 8.